# Dag Arnesen

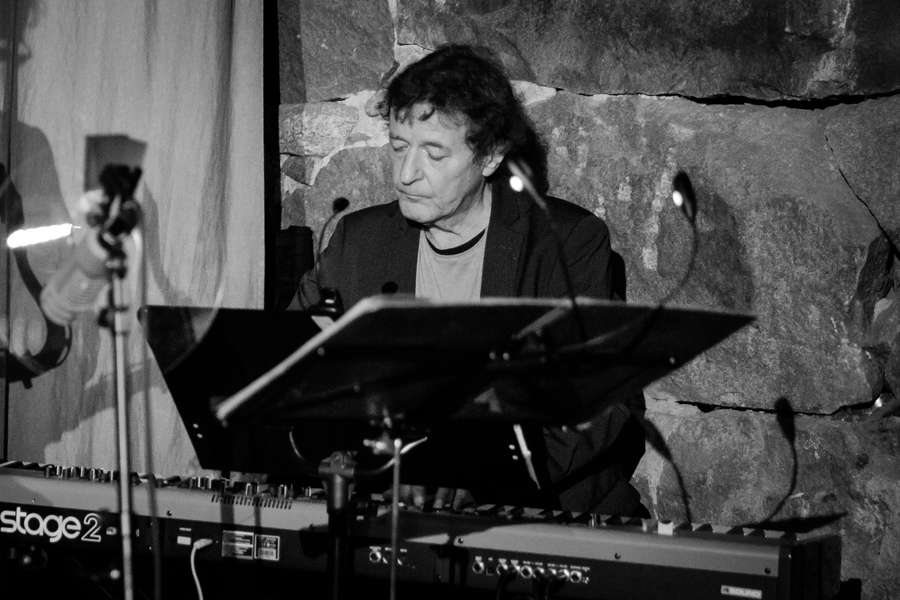
Arnesen aus Jazz på Jølst 2017

Dag Syver Arnesen (* 3. Mai 1950 in Bergen, Norwegen) ist ein norwegischer Jazz-Pianist mit einem Dutzend Alben unter eigenem Namen.

## Leben

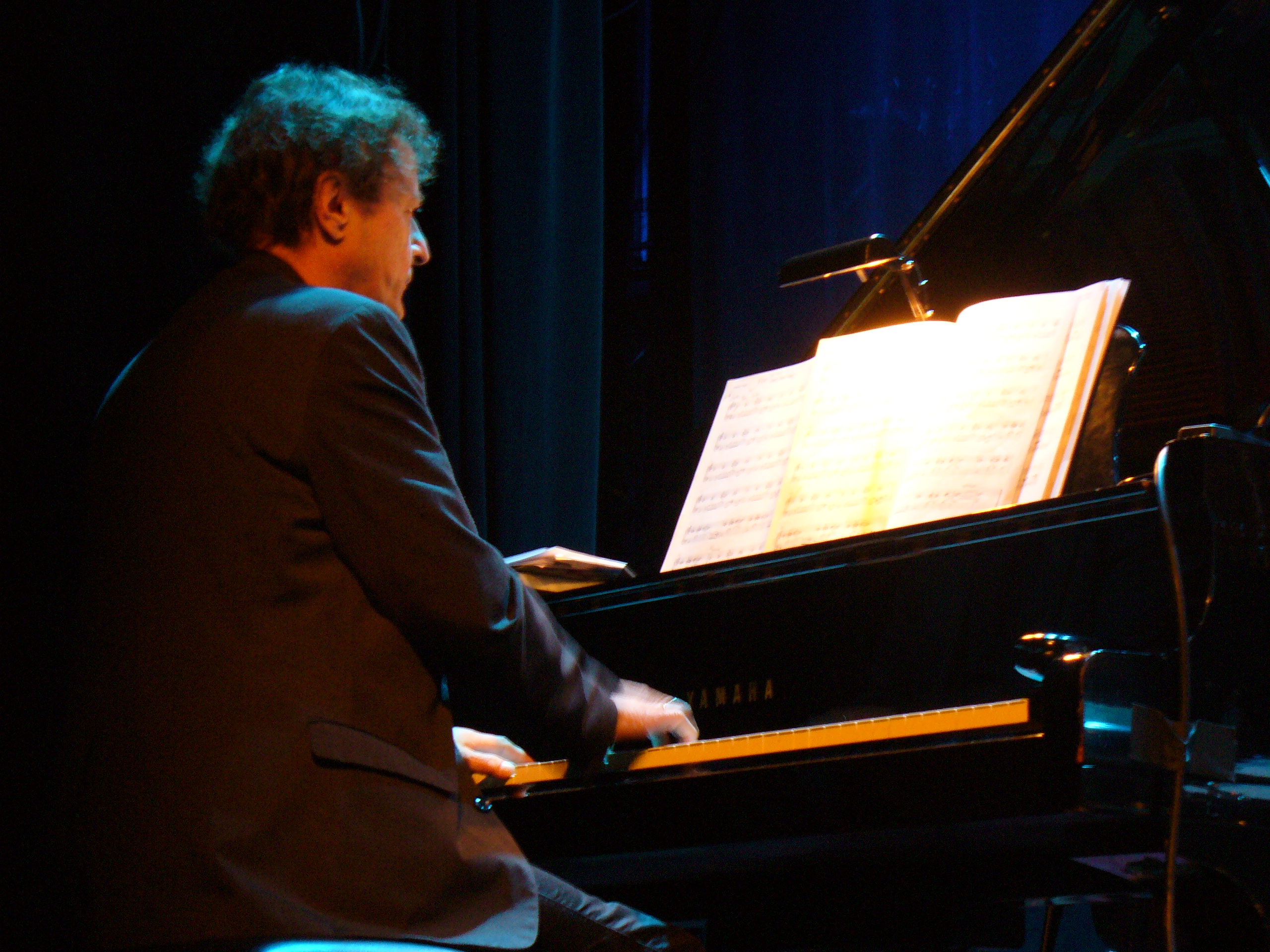
Dag Arnesen im Konzert mit der Bergen Big Band 2014.

Arnesen studierte klassisches Klavier bei Jiri Hlinka an der Grieg Akademie der Universität Bergen and bekam einen Stipendien-Vertrag beim Theater Den Nationale Scene. Er wechselte dann zum Jazz und spielte in den 1970ern mit dem Arvid Genius Orchester und führte eigene 3-13-köpfige Combos. 
Ab den 1980er Jahren bis in die Gegenwart veröffentlichte er zahlreiche Alben unter eigenem Namen. Er ist weiterhin Mitglied der Bergen Big Band. Arnesen lebte zehn Jahre in Oslo und spielte in den Jazzbands Søyr, Orleysa, verschiedenen Combos geführt von dem Gitarristen Thorgeir Stubø, Sängerin Susanne Fuhr, den Saxophonisten Knut Riisnæs und Odd Riisnæs sowie Orchesterleiter Kjell Karlsen. Beim in Bergen heimischen Sigurd Ulveseth Quartett hat er an drei Alben mitgewirkt. Arnesen leitete zeitweilig auch den lokalen Evans Jazzclub. Er lebt wieder vorwiegend in Bergen.
Arnesen tourte in halb Europa ebenso wie in Japan, China, Indien, Vietnam, Argentinien, USA und Kanada in Clubs und Festivals.
Sein melodischer Stil ist ähnlich dem von Jan Johansson.

## Diskografische Anmerkungen
- 1982: Ny Bris (Odin Records), his own music, performed mit Frank Jakobsen, Kåre Garnes, Olav Dale, Ole Thomsen und Per Jørgensen
- 1989: Renascent (Odin Records), mit Svein Christiansen (dr) und Bjørn Kjellemyr
- 1990: The day after (Taurus Records) mit Bjørn Kjellemyr, Wenche Gausdal, Odd Riisnæs und Svein Christiansen
- 1992: Photographs (Taurus Records) mit Svein Christiansen, Terje Gewelt und Wenche Gausdal
- 1994: Movin'  (Taurus Records), instrumental album Terje Gewelt und Svein Christiansen
- 1996: Rusler rundt Grieg (NOPA NN), mit 13-köpfigem Orchester
- 1998: Inner lines (Resonant Music), mit Terje Gewelt und Svein Christiansen
- 2005: Time enough (Resonant Music) mit Terje Gewelt und Pål Thowsen
- 2007: Norwegian Song[6] (Resonant Music) mit Terje Gewelt und Pål Thowsen
- 2009: Norwegian Song 2 (Resonant Music) mit Terje Gewelt und Pål Thowsen
- 2010: Norwegian Song 3 (Losen Records) mit Ellen Andrea Wang und Pål Thowsen[7]
- 2015: Grieg, Tveitt & I (Losen Records)
- 2017: Pentagon Tapes (Losen Records)
- 2017: Norwegian Song IV

## Auszeichnungen
- 2014: Gammleng-Preis
- 2009: Buddyprisen
- 2003: Sildajazz Preis
- 1993: NOPA Kompositionspreis 'Werk des Jahres' für Rusler rundt 152
- 1992: Vossajazz-Preis
- 1982: Reenskog Jazz Preis

## Belege
1. ↑  mulemusic.no
2. ↑  Biografisches zu Dag Arnesen im Norsk Jazzarkiv/Oktober 2013 (norwegisch)
3. ↑  Diskografi fra jazzbasen.no (norwegisch)
4. 1 2  Biografisches zu Dag Arnesen, mulemusic.no
5. ↑  Ann Kristin Ødegård, Jazzer med Grieg in Jazznytt (norwegisch)
6. ↑  Rezension zu Norwegian Song (2007, Resonant/Jaro RM17-2) (Memento vom 4. März 2016 im Internet Archive) auf Nordische Musik
7. ↑  Terje Mosnes:  «Norwegian Song 3» i fin, ny stil - Rezension, 28. Oktober 2010. Abgerufen am 2. Januar 2015  (norwegisch)

| Personendaten    | Personendaten                            |
| ---------------- | ---------------------------------------- |
| NAME             | Arnesen, Dag                             |
| ALTERNATIVNAMEN  | Arnesen, Dag Syver                       |
| KURZBESCHREIBUNG | norwegischer Jazz-Pianist und Bandleader |
| GEBURTSDATUM     | 3. Mai 1950                              |
| GEBURTSORT       | Bergen                                   |